# Technisch weer

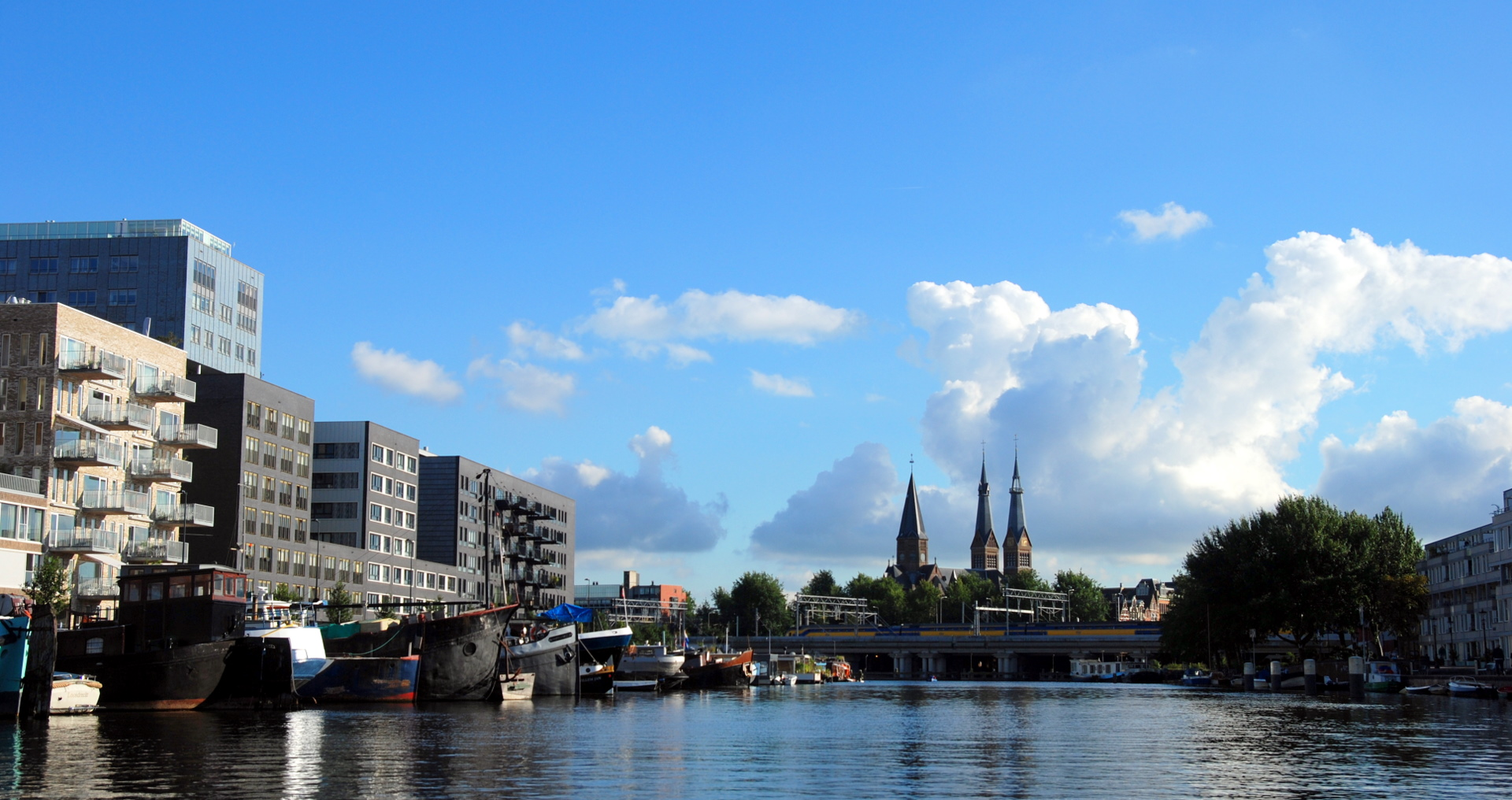

Technisch weer is een vaste uitdrukking voor mooi weer onder werktijd. 

## Serieuze betekenis
De term had oorspronkelijk een serieuze betekenis. Als een tekenaar/constructeur een uitbreiding van de installatie van een fabriek moet ontwerpen, is het noodzakelijk eerst te controleren of de fabriek volgens de ontwerptekeningen is gebouwd. Heel vaak is het ontwerp lopende het werk aangepast. Dan heb je bij een fabriek in de buitenlucht zeker "technisch weer" nodig om gewapend met tekeningen de fabriek in te gaan. 

## Ironische betekenis
De term wordt ook op ironische wijze door mensen gebruikt als reden om werkzaamheden (tijdelijk) te onderbreken of buiten voort te zetten, terwijl duidelijk is dat de wens om van de zon te genieten het daadwerkelijke motief is om naar buiten te gaan.

## In de fotografie
In de fotografie betekent dit fraai weer voor het maken van (lucht)foto's. Omdat opdrachtgevers vanuit communicatie of reclame vaak dit soort zaken begeleiden kwam die term in zwang als excuus. 

## Andere betekenissen
Ook mogen geluidsmetingen volgens bepaalde normen alleen binnen een bepaald meteoraam worden uitgevoerd, met niet al te harde wind vanuit de juiste richting en zonder neerslag. Bij juiste weersomstandigheden is het dan tijd om naar buiten te gaan om de noodzakelijke handelingen te verrichten.
Door landmeters wordt technisch weer 'meetweer' genoemd.
In de spoorbedrijven wordt technisch weer aangegrepen om de sporen te gaan schouwen.